# Pure Morning
«Pure Morning» — пісня британського альтернативного рок-гурту Placebo, що вийшла як перший сингл з їхнього другого альбому Without You I'm Nothing у серпні 1998 року. Разом з «Nancy Boy» це найпопулярніший сингл Placebo в UK Singles Chart, який посів четверте місце. Вона також мала успіх у Сполучених Штатах, досягнувши 19 місця в чарті Billboard Modern Rock Tracks. Крім того, пісня увійшла до топ-50 в Австралії, Канаді, Ісландії, Ірландії, Новій Зеландії та Ірландії. У жовтні 2017 року пісня отримала срібний сертифікат Британської асоціації виробників фонограм (BPI).

## Створення і запис
«Pure Morning» була записана в останню хвилину до Without You I'm Nothing, коли група готувала бі-сайди для альбому в травні, під керівництвом продюсера «Nancy Boy» Філа Віналла. Погравши з гітарною петлею, вони вирішили перетворити її на повноцінну пісню. Браян Молко сказав, що слова були написані «з голови», тому він помітив їхню важливість лише після запису.
Молко сказав, що загалом це "пісня про дружбу", починаючи з ситуації "засинання, коли решта світу прокидається", наприклад, коли відвідувачі клубу повертаються додому зі сходом сонця, а всі інші йдуть на роботу. Відчуття розгубленості, "той момент, коли ти відчуваєш, що твоє життя найменш впорядковане", вирішується тим, що хтось "обійме тебе і зробить сон легшим".
Молко підсумував: "Все, чого ви насправді прагнете, - це щоб друг обійняв вас і зробив так, щоб ви почувалися краще. Це і є чистий ранок, коли це відбувається".

## Музичне відео
Музичне відео, зняте режисером Ніком Гордоном у сповільненому зніманні на перехресті Савойської вулиці та Савойського пагорба в Лондоні, показує Браяна Молко як людину, схильну до суїциду. Поліція та влада намагаються завадити йому стрибнути з будівлі, щоб покінчити з життям. Кадри з іншими учасниками гурту складаються з того, як їх заарештовують за невидимі злочини. Знімають репортажі з місця подій, а один поліціянт пробігає через будівлю, намагаючись відмовити Молко від стрибка. Врешті-решт Молко стрибає безпосередньо перед тим, як офіцер добігає до нього, падає, а потім приземляється в положенні стоячи на стіні будівлі, обличчям на вулицю під ним. Потім він спускається вниз по стіні будівлі, дивуючи всіх.

## Виступи наживо
Пісня була основною у сет-листі гурту з 1998 по 2005 рік. Після виконання на кількох концертах під час туру Projekt Revolution у 2007 році, вона не звучала у період з 2008 по 2016 рік. У листопаді 2013 року в інтерв'ю Браян Молко заявив, що хоча музика йому все ще подобається, текст пісні викликає у нього нудоту. У жовтні 2016 року пісня повернулася до сет-листа і відтоді відкриває майже кожен концерт Placebo.

## У популярній культурі
"Pure Morning" часто звучить у британській телевізійній рекламі. Пісня увійшла до саундтреку до фільму The Chumscrubber (2005). Пісня була кавер-версією проєкту Джонатона Шарпа, Biotek, на їхньому альбомі Punishment for Decadence. Вступ звучить в одному з епізодів серіалу Дарія, а також був використаний в огляді Top Gear 2001 J.D. Power Survey, де був представлений Lexus LS400.

## Трек-лист
| UK CD 1 | UK CD 1                     | UK CD 1    |
| #       | Назва                       | Тривалість |
| ------- | --------------------------- | ---------- |
| 1.      | «Pure Morning» (radio edit) | 4:00       |
| 2.      | «Mars Landing Party»        | 1:45       |
| 3.      | «Leeloo»                    | 5:19       |

| UK CD 2 | UK CD 2                        | UK CD 2    |
| #       | Назва                          | Тривалість |
| ------- | ------------------------------ | ---------- |
| 1.      | «Pure Morning» (album version) | 4:22       |
| 2.      | «Needledick»                   | 1:13       |
| 3.      | «The Innocence of Sleep»       | 3:46       |

## Персоналії
Placebo
- Браян Молко – вокал, гітара
- Стефан Олсдал – бас, гітара
- Стів Г'юїтт – барабани, перкусія

Продакшн
- Філ Віналл – продюсування
- Пол Коркетт – додатковий звукоінженер
- Джейк Девіс – асистент зведення
- Фелан Кейн – програмування
- Тео Міллер – звукоінженер
- Бант Стаффорд-Кларк – мастеринг (Townhouse Studios, Лондон)